# Unterbrechungsfreie Stromversorgung
Eine unterbrechungsfreie Stromversorgung (USV) stellt die Versorgung kritischer elektrischer Lasten bei Störungen im Stromnetz sicher, englisch Uninterruptible Power Supply (UPS). Davon zu unterscheiden ist die Ersatzstromversorgung (auch als „Netzersatzanlage“ bezeichnet), da diese bei der Umschaltung eine kurze Unterbrechung der Stromversorgung hat.
USV-Geräte finden aufgrund der Kosten und zusätzlichen Komplexität vor allem in Krankenhäusern, Leitstellen, Eisenbahn-Stellwerken und Rechenzentren Verwendung, in Regionen mit schlechter Stromversorgung aber ebenso in kleinen Büros oder zu Hause (SoHo).

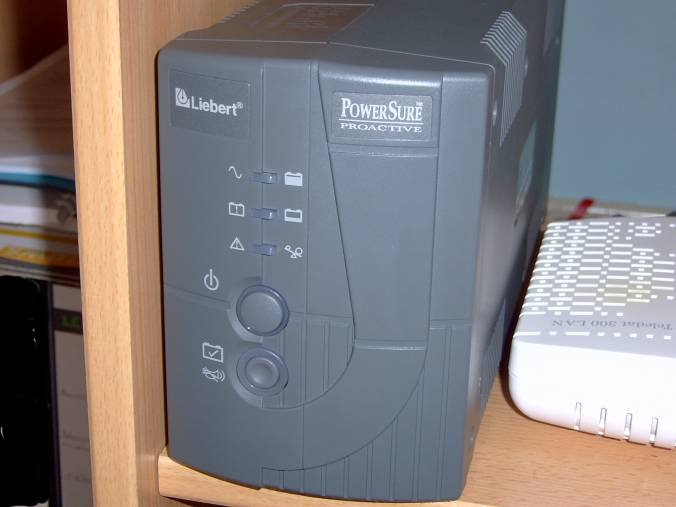
Beispiel einer kleinen USV

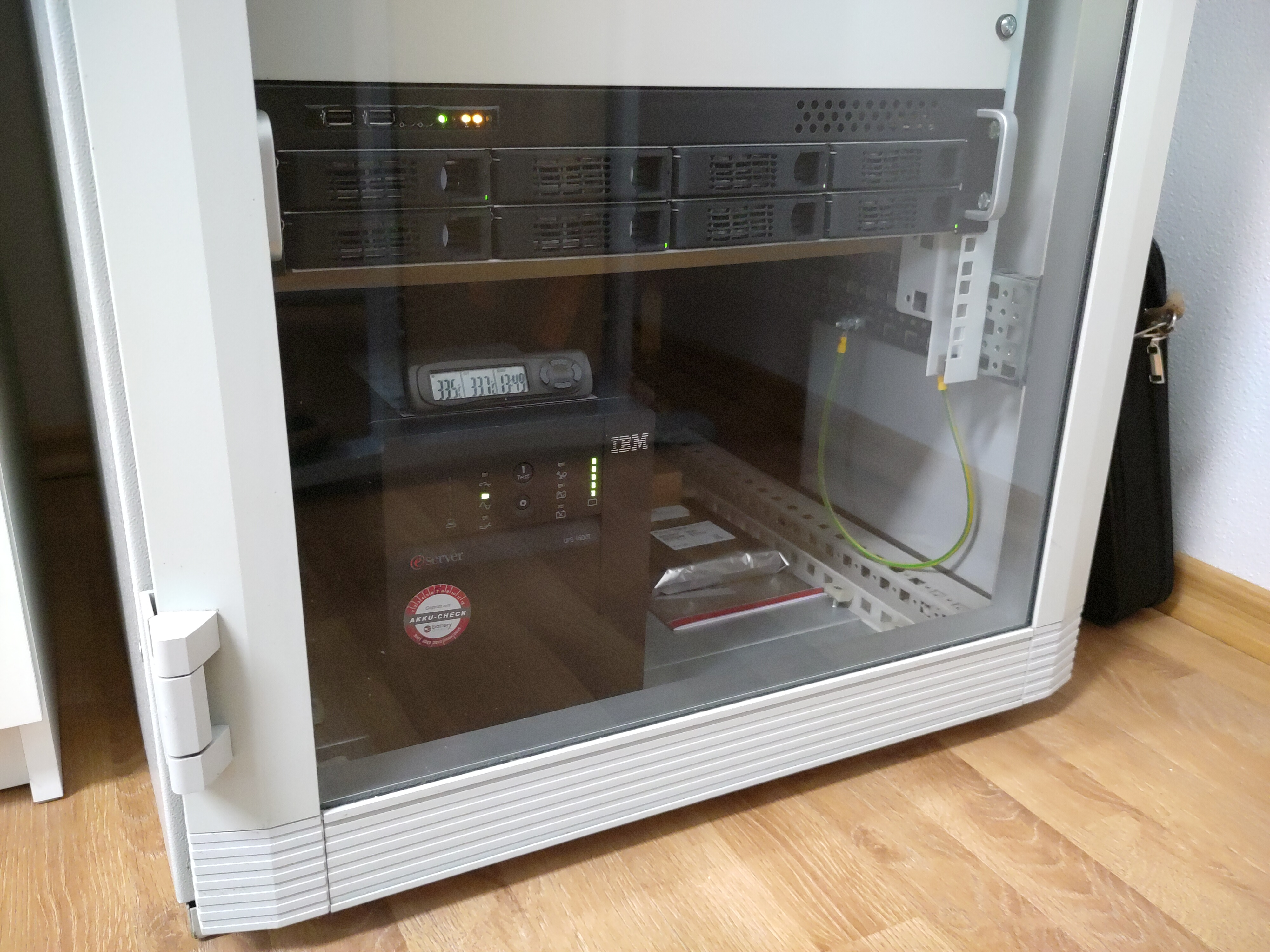
Line-Interactive-USV (unten) in einem Netzwerkschrank. Darüber ein Server.

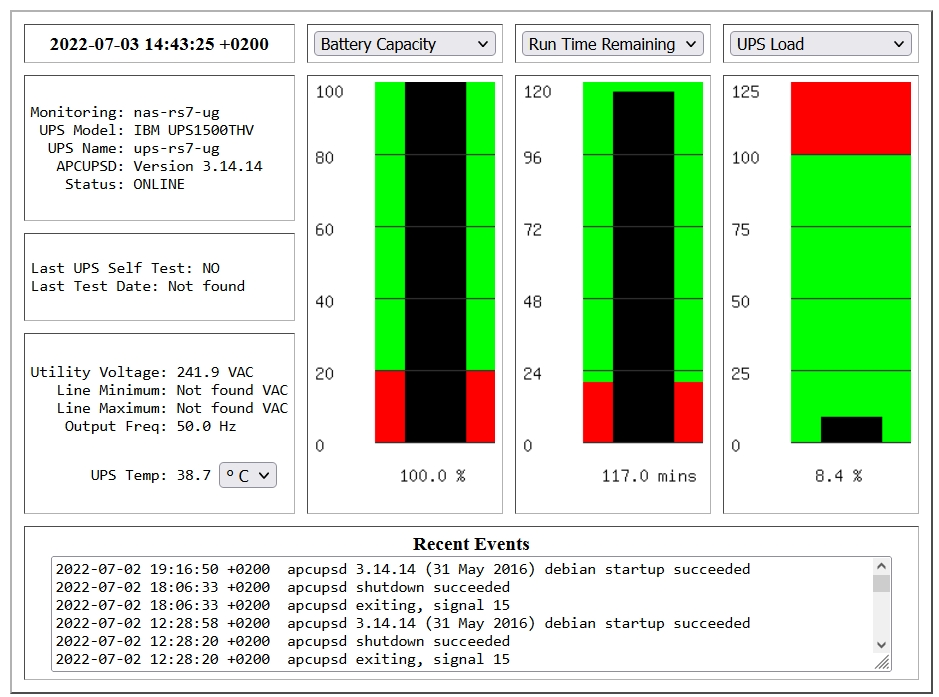
Statusanzeige des Webinterfaces einer Line-Interactive-USV (Screenshot)

Bei einfachen Ausführungen der USV kann die Stromversorgung für einige Millisekunden unterbrochen sein. Dies wird von den meisten Verbrauchern ohne Funktionseinbußen toleriert.

## Störungen
Je nach Aufbau schützt eine USV die angeschlossenen Systeme vor folgenden Störungen:
- Stromausfall
- Unterspannung
- Überspannung
- Frequenzabweichung
- Oberschwingungen

Größere Stromausfälle sind in der EU relativ selten, in Deutschland 14 Minuten pro Jahr. Durch das Schalten großer Ströme treten aber ständig ungewollte Rückwirkungen auf das Stromnetz auf. Zum Beispiel rufen Kurzschlüsse und die Einschaltströme von Schweißstromquellen oder größeren Elektromotoren Spannungsabsenkungen hervor. Spannungsanhebungen treten zum Beispiel durch das Abschalten großer Lasten oder durch entfernte Blitzeinschläge auf. Empfindliche Geräte können dadurch in ihrer Funktion beeinträchtigt oder beschädigt werden. Die Energieversorger regeln die Netzspannung und die Netzfrequenz an den Einspeisepunkten ins Stromnetz zwar ständig nach, gleichen dadurch aber nur die Summe der Störungen aus. Eine USV kann lokale Schwankungen und Ausfälle ausgleichen, indem sie angeschlossene Geräte mit elektrischer Energie aus Akkumulatoren speist, welche ständig aus dem Stromnetz nachgeladen werden.

## Ausstattung
Weit verbreitet sind Batterie-gestützte USV-Geräte. Es gibt noch andere Bauweisen, wie z. B. rotationsgestützte USV-Anlagen, die die Schwungradspeicherung nutzen. Letztere kommen üblicherweise als Teil von größeren Ersatzstrom-Anlagen zur kurzfristigen Ausfall-Überbrückung zum Einsatz.

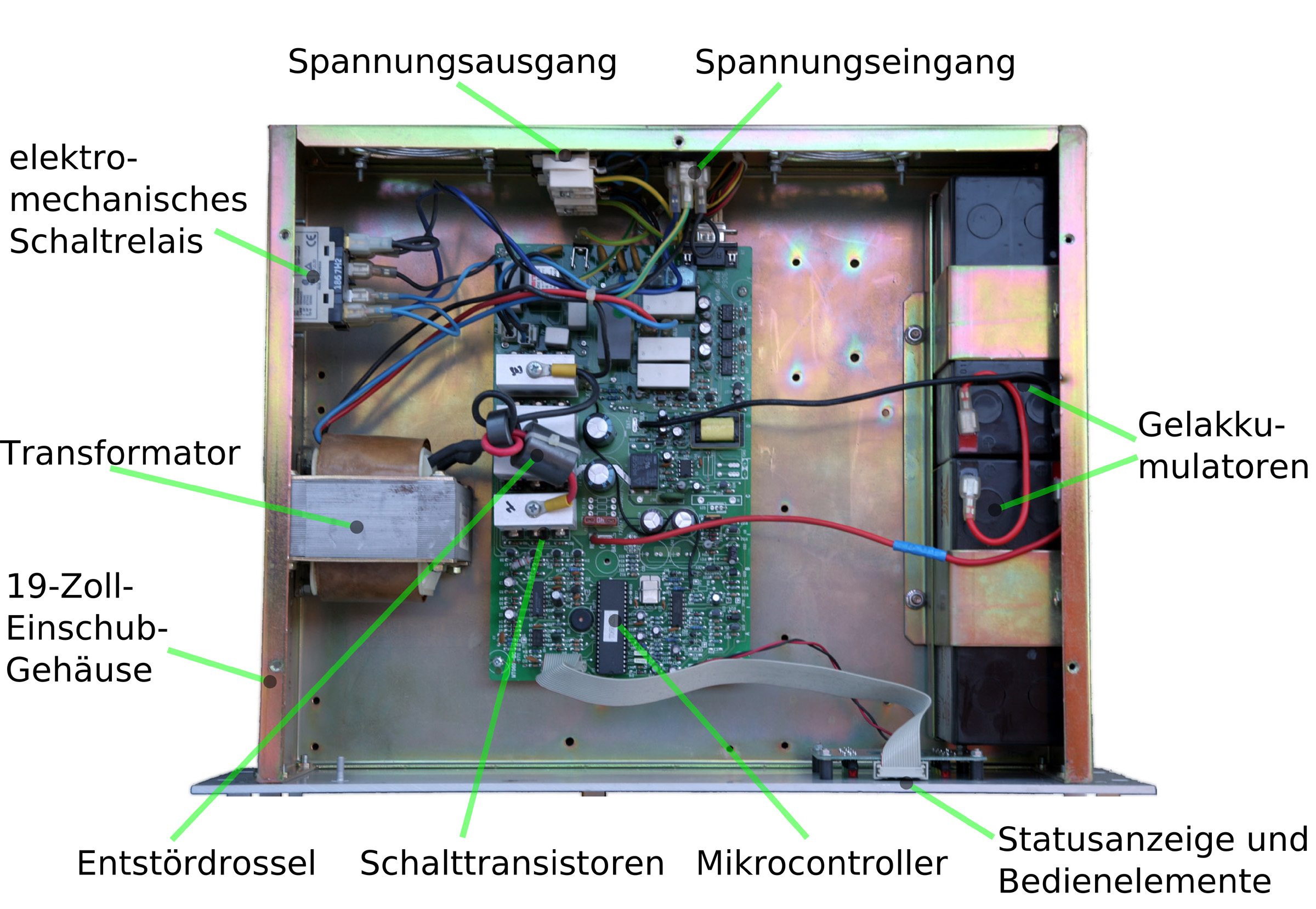
Der Aufbau einer USV

Eine batteriegestützte USV besteht aus Akkumulatoren, bei Einzelplatz-USV aus Blei-Vlies-Batterien (AGM) oder Blei-Gel-Batterien, bei Leistungs-USVen aus Bleiakkumulatoren, Stromrichtern und einer elektronischen Regelung. Als Energiespeicher werden auch NiCd-Akkus, die unempfindlicher gegenüber Temperaturschwankungen sind, und in seltenen Fällen Li-Ionen-Batterien eingesetzt.
In Serie hergestellte USVen sind ab einer Leistung von etwa 300 VA bis hin zu mehreren 100 kVA erhältlich. Die Leistung ist im Wesentlichen von der Belastbarkeit der Stromrichter abhängig. Ein weiteres wesentliches Merkmal einer USV ist die maximale Überbrückungszeit, die von der Kapazität der Akkumulatoren abhängt. Sie kann je nach Anforderung wenige Sekunden oder mehrere Stunden betragen. Eine USV, deren Überbrückungszeit durch zusätzliche Akkumulatoren verlängert werden kann, ist ab einer Leistung von etwa 1500 VA erhältlich. Bei großem Bedarf an Leistung und Überbrückungszeit kommen auch Stromerzeugungsaggregate zum Nachladen der Akkumulatoren zum Einsatz. Dazu werden heutzutage auch USV-Anlagen angeboten, die den benötigten Strom aus kinetischer Energie gewinnen. Diese wird durch eine mehrere 100 kg schwere Schwungscheibe geliefert, welche durch die Netzspannung angetrieben wird und bei Stromausfall die gespeicherte Energie wieder abgibt. Jedoch ist dadurch die zeitliche Überbrückung eines Stromausfalls nur begrenzt möglich. Deswegen werden diese Anlagen meist in Verbindung mit einem Diesel-Aggregat geliefert, um eine zeitraumunabhängige Stromversorgung gewährleisten zu können. Dabei ist zu beachten, dass die USV-Anlage nur den Zeitraum überbrückt, den das Diesel-Aggregat zum Anlaufen benötigt. Diese Art der USV-Anlage ist allerdings erst ab einer gewissen Größe lieferbar und nicht für private Haushalte ausgelegt.

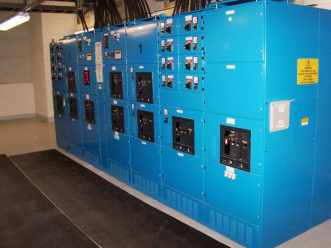
USV in einem Rechenzentrum

Computer in kleineren Rechenzentren werden bei einem Stromausfall automatisch heruntergefahren, bevor die Überbrückungszeit abgelaufen ist. Geöffnete Dateien, zum Beispiel sensible Datenbanken, werden so kontrolliert geschlossen, um Datenverlust zu verhindern. Server und USV kommunizieren zu diesem Zweck standardmäßig über Ethernet bzw. SNMP, vereinzelt aber auch über die Schnittstelle RS-232 oder auch über USB. Über diese Verbindung kann die USV auch überwacht, gesteuert und eingestellt werden. Bei einer Verbindung über Ethernet ist dazu üblicherweise keine spezielle Software, sondern lediglich ein Webbrowser notwendig. Die entsprechenden Funktionen sind in der Firmware der USV angelegt. Größere Rechenzentren haben Notstromgeneratoren; die Versorgung aus Akkumulatoren dient hier nur dem Zweck, die Zeit zu überbrücken, bis die Generatoren gestartet und auf Nennleistung gebracht wurden.
Die Grundfunktionen einer USV umfassen in der Regel alle 24 Stunden einen automatischen Belastungstest, bei dem die Akkumulatoren im laufenden Betrieb mit der angeschlossenen Last entladen werden. Bei 10-Jahres-Batterien sollten die Akkus spätestens nach acht Jahren, bei 5-Jahres-Batterien sollten die Akkus nach spätestens vier Jahren komplett ausgetauscht werden, um einem Ausfall der USV-Anlage durch eine defekte Batterieanlage vorzubeugen.
Bei der Frage der Umschaltzeiten ist zu berücksichtigen, dass Kondensatoren und Spulen der Netzteile ausreichend Energie für einige Millisekunden speichern. So müssen beispielsweise ATX-Netzteile Ausfälle bis 17 ms überbrücken können.
Bei empfindlichen Geräten, die nur sehr kurze oder gar keine Umschaltzeiten tolerieren, ist entweder eine Line-Interactive-USV (VI) oder eine Online-USV (VFI) erforderlich.
Beim Einsatz einer USV zur Absicherung von Laserdruckern oder Kopierern ist Vorsicht geboten. Diese Geräte verbrauchen in der Aufwärmphase ein Mehrfaches ihres normalen Energiebedarfs. Ist die Leistung der USV nicht auf diese Lastspitzen ausgelegt, kann es zu Beschädigungen kommen.

## Klassifizierung
Die Norm IEC 62040-3 klassifiziert USVen in drei Stufen. Innerhalb jeder Stufe werden mehrere Klassen unterschieden.

### Stufe 1 - Online, Line-Interaktiv, Offline

#### Klasse 1: VFI (Voltage and Frequency Independent from mains supply, Spannung und Frequenz unabhängig vom Netz)

Schematischer Aufbau einer Online-USV - VFI

Andere Bezeichnungen sind „Online“, „Double-Conversion“, „Dauerbetrieb“ oder „Doppelwandler“.
Bei einer USV dieser Kategorie ist der Eingang direkt auf einen Gleichrichter (GR) geführt, der die Akkumulatoren speist. Der Ausgang wird ausschließlich von einem Wechselrichter (WR) versorgt, der im Normalbetrieb, also bei vorhandener Netzspannung am USV-Eingang, die notwendige Energie über den Gleichrichter bezieht und bei Netzausfall über die Batterieanlage (Akkumulatoren) versorgt wird.
Die Wechselspannung am Ausgang wird in jedem Fall – unabhängig von der Qualität der Eingangsspannung – über einen nachgeschalteten Wechselrichter aus der Gleichspannung des sogenannten Zwischenkreises erzeugt. Zur Erhöhung der Versorgungssicherheit verfügt eine VFI-USV über eine so genannte Bypass-Schaltung, die parallel zur Gleichrichter/Wechselrichter-Kombi geschaltet ist. Bei Überlasten am USV-Ausgang oder Auftreten eines internen Fehlers im Gleichrichter/Wechselrichter-Zweig wird der angeschlossene Verbraucher „unterbrechungsfrei“ auf diesen Bypasszweig umgeschaltet und somit weiter versorgt. Da Gleichrichter und Wechselrichter ständig mit dem vollen Betriebsstrom belastet sind, müssen sie besonders hochwertig sein und machen diese Bauart zur teuersten. Außerdem treten sowohl bei der Gleich- als auch bei der Wechselrichtung Verluste auf, was den Wirkungsgrad verringert. In den Produktbeschreibungen von USV-Anlagen ist in der Regel der Wirkungsgrad bei voller Last angegeben. Da die meisten USV aber nicht voll ausgelastet eingesetzt werden, sind die in der Regel niedrigeren Wirkungsgrade bei Teillast für die korrekte Berechnung des Stromverbrauchs und Kosten entscheidend. Ein Wirkungsgrad von mehr als 95 % bei voller Last kann heute als Standard für eine VFI-USV bezeichnet werden.
Eine VFI-USV schützt neben den Folgen eines Stromausfalls, Unterspannung und Überspannung auch vor Schwankungen der Frequenz und vor Oberschwingungen. Sie bieten ebenfalls sporadischen Schutz vor Blitzeinwirkungen und Spannungsverzerrungen (Burst). VFI-USVen werden bevorzugt in Anwendungsgebieten eingesetzt, die hohe Kriterien an die tolerierbaren Ausfallzeiten stellen, wie z. B. in der Stromversorgung eines Rechenzentrums.
Zu beachten ist, dass VFI-USV im Vergleich zu VFD- oder VI-USV den höchsten Eigenstrombedarf haben. Während z. B. eine 650 VA VFD-USV im Leerlauf (ohne angeschlossene Verbraucher) mit ca. 5 W auskommt, eine 850 VA VI-USV mit ca. 15 W, benötigt eine VFI-USV schon im Leerlauf erheblich mehr Strom (eine Faustregel besagt, dass sie ca. 10 % ihrer Nennleistung benötigt, sprich eine 850 VA VFI-USV benötigt im Leerlauf ca. 85 W an Eigenbedarf).

#### Klasse 2: VI (Voltage Independent from mains supply, Spannung unabhängig vom Netz)

Schematischer Aufbau einer Voltage Independent USV (USV VI)

Andere Bezeichnungen sind „Line-Interactive“, „netzinteraktiv“, „Single-Conversion“, „Delta-Conversion“ oder „aktiver Mitlaufbetrieb“.
In einer USV dieser Kategorie wird ein bidirektionaler Wechselrichter als zentrales Bauteil eingesetzt. Er erzeugt je nach Bedarf aus der Wechselspannung am Eingang die Gleichspannung zum Laden der Akkumulatoren oder aus der Gleichspannung der Akkumulatoren die Wechselspannung am Ausgang. Weil der Umrichter außerdem fortlaufend die Höhe der Spannung am Ausgang begrenzt, ist diese weitgehend unabhängig von der Höhe der Spannung am Eingang. Sofern eine Spannung am Eingang anliegt, bestimmt deren Frequenz aber die Frequenz der Spannung am Ausgang. Die Umschaltzeit bei Stromunterbrechung ist kürzer als bei VFD-USV und liegt bei etwa 2 bis 4 ms. Das Umschalten auf Netzbetrieb nach Wiederherstellung geschieht ohne Zeitverzögerung. Die Eingangsspannung ist synchron zur Ausgangsspannung.
VI-USVen schützen nicht nur vor den Folgen eines Stromausfalls, sondern auch vor Unterspannung und Überspannung.

#### Klasse 3: VFD (Voltage and Frequency Dependent on mains supply, Spannung und Frequenz abhängig vom Netz)

Schematischer Aufbau einer Voltage and Frequency Dependent USV - VFD

Andere Bezeichnungen sind „Offline“, „Stand by“ oder „passiv“.
Eine USV dieser Klasse leitet den Strom im Normalbetrieb direkt vom Eingang an den Ausgang weiter. Außerdem wird vom Eingang ein Gleichrichter versorgt, der die Akkumulatoren lädt. Sollte die Netzversorgung abbrechen, wird der Ausgang auf einen Wechselrichter umgeschaltet, der aus den Akkumulatoren gespeist wird. Die Umschaltung erfolgt je nach Modell mit einer Verzögerung von bis zu 10 Millisekunden (ms). Darüber hinaus werden nach EN 62040-3 Spannungsschwankungen unter 16 ms sowie Spannungsspitzen zwischen 4 und 16 ms kompensiert. Für einige sehr empfindliche Geräte kann dies bereits zu lange sein. Im Normalbetrieb ist die Höhe und die Frequenz der Ausgangsspannung direkt abhängig von der Eingangsspannung.

### Stufe 2 - Klirrfaktor der Ausgangsspannung
Diese Stufe gibt mit zwei Großbuchstaben die Kurvenform der Ausgangsspannung im Normalbetrieb und Batteriebetrieb an.
| Buchstabe | Bedeutung                                                                                             |
| --------- | --- |
| S         | Sinuskurve, Verzerrfaktor kleiner als 0,08 bei linearer und nichtlinearer Referenzlast                |
| X         | Verzerrfaktor kleiner als 0,08 nur bei linearer Referenzlast                                          |
| Y         | Form der Spannungskurve nicht festgelegt, auch trapez- oder rechteckförmige Ausgangsspannung möglich. |

Ideal ist also die Einstufung SS, doch preisgünstige VI- und VFD-USV erreichen nur SX oder SY.

### Stufe 3 - Unterbrechung beim Umschalten in Millisekunden
Diese Stufe gibt mit drei Ziffern die dynamische Toleranzkurve an.
Erste Ziffer: Verhalten bei Änderungen der Betriebsart wie dem Wechsel zwischen Netzbetrieb und Batteriebetrieb.
Zweite Ziffer: Verhalten bei Lastsprüngen mit linearer Last im Netzbetrieb und Batteriebetrieb.
Dritte Ziffer: Verhalten bei Lastsprüngen mit nichtlinearer Last im Netzbetrieb und Batteriebetrieb.
| Wert | Bedeutung               |
| ---- | ----------------------- |
| 1    | keine Unterbrechung     |
| 2    | Unterbrechung bis 1 ms  |
| 3    | Unterbrechung bis 10 ms |

Die beste Einstufung 111 ist praktisch VFI-USV vorbehalten, während 122 bei VI-USV gängig und 333 für VFD-USV typisch ist.